# Арнаутенко Петро Єгорович
Петро́ Єгорович Арнау́тенко (1913, село Малоіванівка Слов'яносербського повіту Катеринославської губернії, тепер Луганської області} — вересень 1974, місто Київ) — радянський діяч органів державної безпеки, співробітник НКВС-НКДБ-МДБ та прикордонної розвідки, полковник. Учасник боротьби з ОУН-УПА.

## Біографія
Народився в родині шахтаря. З вересня 1931 до травня 1935 року навчався в металургійному технікумі міста Маріуполь Донецької області.
У травні — вересні 1935 року — технік-металург заводу «Азовсталь» міста Маріуполя.
У вересні 1935 — вересні 1937 року — червоноармієць, командир відділення 17-го прикордонного загону НКВС (містечка Тимковичі Копильського району БРСР).
З вересня 1937 до січня 1938 року — слухач школи молодших лейтенантів при Управлінні прикордонних військ НКВС у Мінську.
У січні 1938 — вересні 1939 року — молодший помічник начальника розвідувального відділення 17-го прикордонного загону НКВС (містечка Тимковичі Копильського району Білоруської РСР).
Член ВКП(б) з квітня 1939 року.
У вересні 1939 — травні 1940 року — помічник начальника розвідувального відділення 89-го прикордонного загону НКВС (місто Брест БРСР).
У червні 1940 — червні 1941 року — старший  помічник начальника розвідувального відділення 107-го прикордонного загону НКВС (місто Маріуполь Сталінської області).
З червня до грудня 1941 року — старший помічник начальника розвідувального відділення 107-го прикордонного загону НКВС Охорони військового тилу 22-ї та 29-ї армії, Західного фронту.
У грудні 1941 — червні 1943 року — старший помічник начальника розвідувального відділення Управління військ НКВС охорони тилу Калінінського фронту.
У червні 1943 — червні 1945 року — начальник відділення розвідувального відділу Управління військ НКВС охорони тилу Калінінського та 1-го Прибалтійського фронтів.
У червні 1945 — січні 1946 року — начальник відділення в Групі радника НКВС—МДБ СРСР при Міністерстві громадської безпеки Польщі (Варшава).
З січня до серпня 1946 року — начальник розвідувального відділу, заступник командира 64-ї стрілецької дивізії Внутрішніх військ МВС (місто Лодзь, Польща).
У серпні 1946 — лютому 1947 року — начальник Відділу боротьби з бандитизмом УМВС Тернопільської області.
У лютому 1947 — 31 грудня 1949 року — начальник 2-го Відділу УМДБ Тернопільської області.
31 грудня 1949 — 19 грудня 1951 року — начальник Відділу «2-Н» та заступник начальника УМДБ Тернопільської області.
19 грудня 1951 — 8 жовтня 1952 року — заступник начальника УМДБ Тернопільської області.
8 жовтня 1952 — травень 1953 року — начальник Управління «2-Н» МДБ Української РСР у Києві.
У травні — 25 вересня 1953 року — заступник начальника УМВС Ровенської області.
25 вересня 1953 — 22 червня 1954 року — начальник УМВС Ровенської області.
22 червня 1954 — вересень 1969 року — начальник Управління Комітету державної безпеки (КДБ при РМ УРСР) по Ровенській області.
З вересня 1969 року — на пенсії в Києві.
Помер у вересні 1974 року в Києві.

## Звання
- майор (27.09.1942)
- підполковник (13.02.1948)
- полковник державної безпеки (15.12.1952)

## Нагороди
- орден Леніна (30.10.67),
- два ордени Вітчизняної війни I-го ступеня (21.04.1945, 29.10.1948),
- орден Вітчизняної війни II-го ступеня;
- два ордени Червоної Зірки (24.11.1950,),
- орден «Знак Пошани» (10.12.1964),
- 10 медалей,
- орден та медаль Польської Народної Республіки.